# Stephen Neale

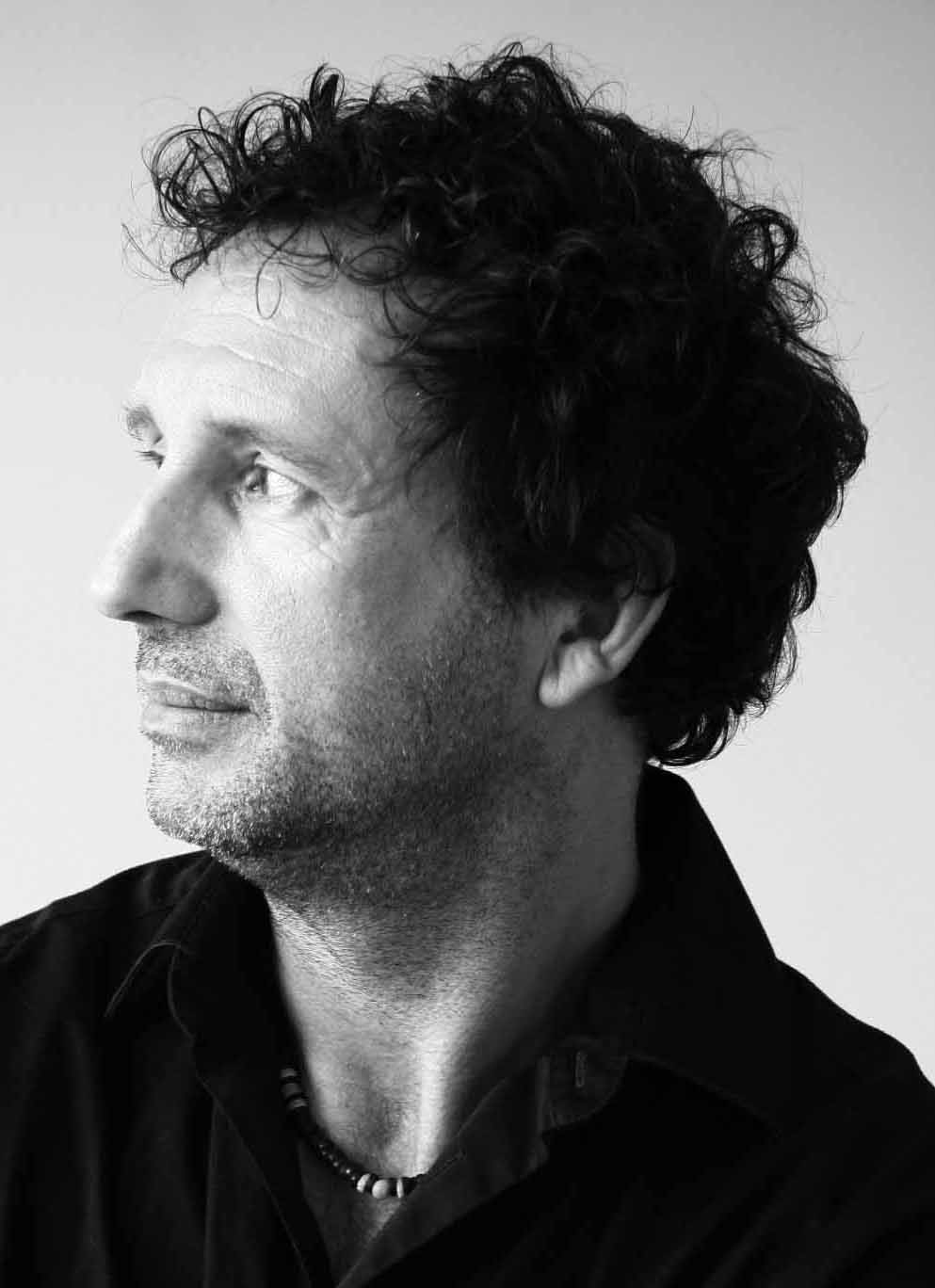
Stephen Neale

Stephen Neale (* 9. Januar 1958) ist ein britischer Philosoph. Seit 2007 ist er Philosophieprofessor am Graduate Center der City University of New York.

## Leben
Seinen Ph.D. erhielt Neale 1988 an der Stanford University. Danach arbeitete er bis 1990 an der Princeton University. In diesem Jahr erhielt er eine Professur an der University of California, Berkeley. Er blieb bis 1999 in Berkeley. In den Jahren 1996 und 1997 hatte er eine Gastprofessur an dem Birkbeck College der University of London inne. 1999 wechselte er schließlich an die Rutgers University, der er bis 2007 angehörte.
1995 erhielt er ein sogenanntes Scholar-in-Residence-Stipendium der Rockefeller-Stiftung, 1998 ein Stipendium der National Endowment for the Humanities und 2002 der John Simon Guggenheim Memorial Foundation.

## Leistungen
Seit der Publikation Descriptions wird Neale als einer der führenden Kenner und Verteidiger der Kennzeichnungstheorie von Bertrand Russell angesehen. In Facing Facts untersucht Neale unter anderem das Slingshot-Argument.

## Werke

### Monographien
- Descriptions. MIT Press, 1990, ISBN 0-262-64031-7
- Facing Facts. Oxford University Press, 2001, ISBN 0-19-924715-3
- Mind (Hrsg.) Sonderausgabe zum 100. Jahrestag von Russells On Denoting. Oxford University Press, 2005

### Aufsätze
- A Century Later. In: Mind 114, 2005, S. 809–871.
- This, That, and the Other. In: Descriptions and Beyond. Oxford University Press, 2004, S. 68–182.
- On Location. In: Situating Semantics: Essays in Honour of John Perry. MIT Press, 2007, S. 251–393
- Pragmatism and Binding. In: Semantics versus Pragmatics. Oxford University Press, 2005, S. 165–286.
- No Plagiarism Here. In: Times Literary Supplement. Februar 2001, S. 12–13.
- Logical Form and LF. In: Noam Chomsky: Critical Assessments. Routledge and Kegan Paul, 1993, S. 788–838.
- Term Limits. In: Philosophical Perspectives. 1993, S. 89–124.
- Paul Grice and the Philosophy of Language. In: Linguistics and Philosophy. 1992, S. 509–59.
- Meaning, Grammar, and Indeterminacy. In: Dialectica. 1987, S. 301–19.